# 기그 영

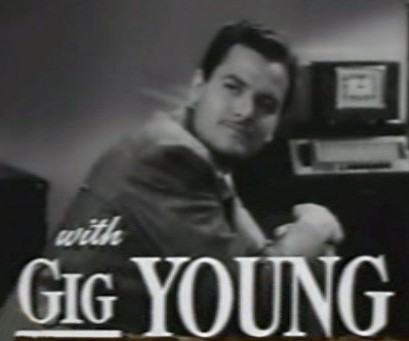

기그 영(Byron Elsworth Barr, 1913년 11월 4일 ~ 1978년 10월 19일)는 미국의 배우, 각본가, 연극 배우, 텔레비전 배우, 영화배우이다.
세인트클라우드에서 태어났으며 뉴욕에서 사망하였다. 사인은 총상이다.

## 영화
- 사망유희 (1978년) - 짐 마샬 역
- 이소룡 일대기 생과 사 (1977년) - 본인 역
- 킬러 엘리트 (1975년) - 로렌스 웨이번 역
- 힌덴버그 (1975년) - 에드워드 더글라스 역
- 가르시아 (1974년)
- 러버스 앤 어더 스트레인저 (1970년)
- 네온 셀링 (1970년)
- 그들은 말을 쏘았다 (1969년)
- 틱클리시 어페어 (1963년)
- 댓 터치 오브 밍크 (1962년)
- 키드 갈라드 (1962년)
- 애스크 애니 걸 (1959년)
- 터널 오브 러브 (1958년)
- 선생님의 애완 동물 (1958년)
- 사랑의 전주곡 (1957년)
- 필사의 도망자 (1955년)
- 영 앳 하트 (1954년)
- 어리너 (1953년)
- 토치 송 (1953년)
- 투 영 투 키스 (1951년)
- 컴 필 더 컵 (1951년)
- 온리 더 밸리연트 (1951년)
- 성난 파도 (1948년)
- 삼총사 (1948년)
- 에어 포스 (1943년)
- 만찬에 온 사나이 (1942년)
- 네이비 블루스 (1941년)
- 요크 상사 (1941년)